# Дональд III
Дональд III (1033—1099) — король Шотландії з 1093 до 1097 року (з перервами). Походив з династії Данкельдів.

## Життєпис
Був сином Дункана I, короля Шотландії, та Сибіли Нортумберленд. Про молоді роки Дональда мало відомостей. Напевне він не був серед найближчих спадкоємців шотландського трону.
Після смерті свого брата Малкольма III, короля Шотландії, у 1193 році Дональд захопив владу у державі, скориставшись з розбрату між синами Малкольма III. Із самого початку Дональд III зайняв антианглійську позицію, вигнавши з королівського двору усіх англійців.
У відповідь Вільгельм II Рудий, король Англій, підтримав Дункана та Едварда, синів Малкольма III проти короля Дональда. З ними були англійські війська на чолі із Госпатриком, графом Нортумберленду. У 1194 році англійці вторглися до Шотландії й змусили Дональда III відступити у гори. Тут він уклав угоду з Мел Петаром, мормером Мернса проти Дункана II, сина Малкольма III. З цього моменту тривало довге протистояння двох королів. Врешті-решт 12 листопада 1194 року Дункана було вбито. Дональд III знову зайняв Единбург.
Втім, протистояння шотландського та англійського королів не закінчилося. 1197 року Вільгельм II, король Англії, спрямував у Шотландію нові війська на чолі з синами Малкольма III — Едгаром та Едвардом. Внаслідок війни Дональда III було остаточно скинуто з трону. Він продовжував боротьбу, поки 1099 року його не схопили та запроторили до замку Рескобі, де він і помер.